# Tarasiwka (rejon gródecki)
Tarasiwka (ukr. Тарасівка) – wieś na Ukrainie, w obwodzie chmielnickim, w rejonie gródeckim.